# ATP7B
A ATP7B (também ATPase de exporte de Cu2+ ou ATP fosfo-hidrolase de exporte de Cu2+) é uma ATPase que transporta o cobre. As mutações desse gene foram associadas com a doença de Wilson.